# 15 Minutes
Pour plus de détails, voir Fiche technique et Distribution.
15 Minutes est un film germano-américain réalisé par John Herzfeld, sorti en 2001.

## Synopsis
Lorsque deux corps sont découverts dans un appartement ravagé par le feu, Eddi Fleming, le flic le plus célèbre de New York, et Jordy Warsaw, spécialiste de la brigade des incendies, se retrouvent sur l'affaire. Leur enquête les conduit sur la piste de deux psychopathes, tout juste débarqués d'Europe de l'Est et bien décidés à vivre le rêve américain à travers le pouvoir des médias : en filmant leurs crimes, ils savent que ces images leur apporteront célébrité, richesse et même impunité s'ils tirent habilement partie des failles du système.

## Fiche technique
- Titre : 15 Minutes
- Réalisation : John Herzfeld
- Scénario : John Herzfeld
- Production : Keith Addis, David Blocker (en), John Herzfeld et Nick Wechsler
  - Producteur délégué : Claire Rudnick Polstein
- Société de production : New Line Cinema, Industry Entertainment, New Redemption Pictures, Tribeca Productions, en association avec Katira Media Production
- Musique : Anthony Marinelli (en) et J. Peter Robinson
- Photographie : Jean-Yves Escoffier
- Montage : Steven Cohen
- Décors : Mayne Berke (it)
- Costumes : April Ferry
- Pays :  États-Unis et  Allemagne
- Genre : Action, policier, drame et thriller
- Durée : 120 minutes
- Format : Couleur (DeLuxe) - Son : Dolby Digital, DTS, SDDS - 2,35:1 - 35 mm
- Budget : 42 millions de $
- Dates de sortie : 
  - États-Unis : 1er mars 2001
  - États-Unis : 9 mars 2001
  - France : 4 avril 2001
  - Belgique : 11 avril 2001
  - Allemagne : 12 avril 2001
- Interdictions :
  - États-Unis : R
  - France}: film interdit aux moins de 16 ans lors de la sortie en salles

## Distribution
- Robert De Niro  (VF : Jacques Frantz et VQ : Hubert Gagnon) : Détective Eddie Flemming
- Edward Burns (VF : Jean-Philippe Puymartin et VQ : Benoît Gouin) : Marshal Jordy Warsaw
- Kelsey Grammer (VF : Hervé Bellon et VQ : Guy Nadon) : Robert Hawkins
- Avery Brooks (VF : Jacques Martial et VQ : James Hyndman) : Détective Leon Jackson
- Melina Kanakaredes (VF : Déborah Perret et VQ : Élise Bertrand) : Nicolette Karas
- Karel Roden (VF : Féodor Atkine et VQ : Daniel Picard) : Emil Slovak
- Oleg Taktarov (VF : Alexandre Benguerski et VQ : Manuel Tadros) : Oleg Razgul
- Vera Farmiga (VQ : Christine Bellier) : Daphne Handlova
- John DiResta (en) (VF : Patrice Dozier et VQ : Marc Bellier) : Bobby Korfin
- James Handy (VQ : Sébastien Dhavernas) : Marshal Declan Duffy
- Darius McCrary (VF : Jean-Paul Pitolin et VQ : Gilbert Lachance) : Détective Tommy Cullen
- Bruce Cutler (en) (VF : Marc Cassot) : lui-même
- Charlize Theron (VF : Françoise Cadol) : Rose Hearn
- Kim Cattrall : Cassandra
- Vladimir Machkov: lui-même
- Roland Kickinger : l'Autrichien
- Anton Yelchin : le garçon dans le building en flamme

## Distinctions
- 2001 : nommé au Taurus Award du World Stunt Awards pour la meilleure bagarre (Pete Antico, Dane Farwell et Jim Palmer)